# Chiesa di San Saturnino (Roma)
La chiesa di San Saturnino Martire è un luogo di culto cattolico di Roma, situato nella piazza omonima, nel quartiere Trieste.

## Storia
La chiesa è stata costruita, su progetto dell'architetto Clemente Busiri Vici, nella seconda metà degli anni trenta del XX secolo, e consacrata nel 1940.
La chiesa è stata concessa da papa Pio XI nell'udienza del 22 giugno 1932 ed è sede parrocchiale, istituita il 1º gennaio 1935 con il decreto del cardinale vicario Francesco Marchetti Selvaggiani "Assidua vigilantique cura".
Il territorio è stato desunto da quello delle parrocchie di Sant'Agnese fuori le mura, di Santa Teresa d'Avila e di San Giuseppe a via Nomentana.
Dal 29 novembre 1987 accoglie le reliquie del santo titolare, morto martire a Roma all'inizio del IV secolo, e deposto nella catacomba di Trasone.
Nel 1968 ospitò la visita pastorale di papa Paolo VI e nel 1989 quella di papa Giovanni Paolo II.
Nel 2003 le fu assegnato il titolo cardinalizio da papa Giovanni Paolo II. L'attuale cardinale titolare è John Olorunfemi Onaiyekan, arcivescovo metropolita di Abuja (Nigeria).
Tra i sacerdoti che vi hanno effettuato funzioni il servo di Dio Pirro Scavizzi, ultimo prete romano ad essere sottoposto a causa di beatificazione.

## Descrizione

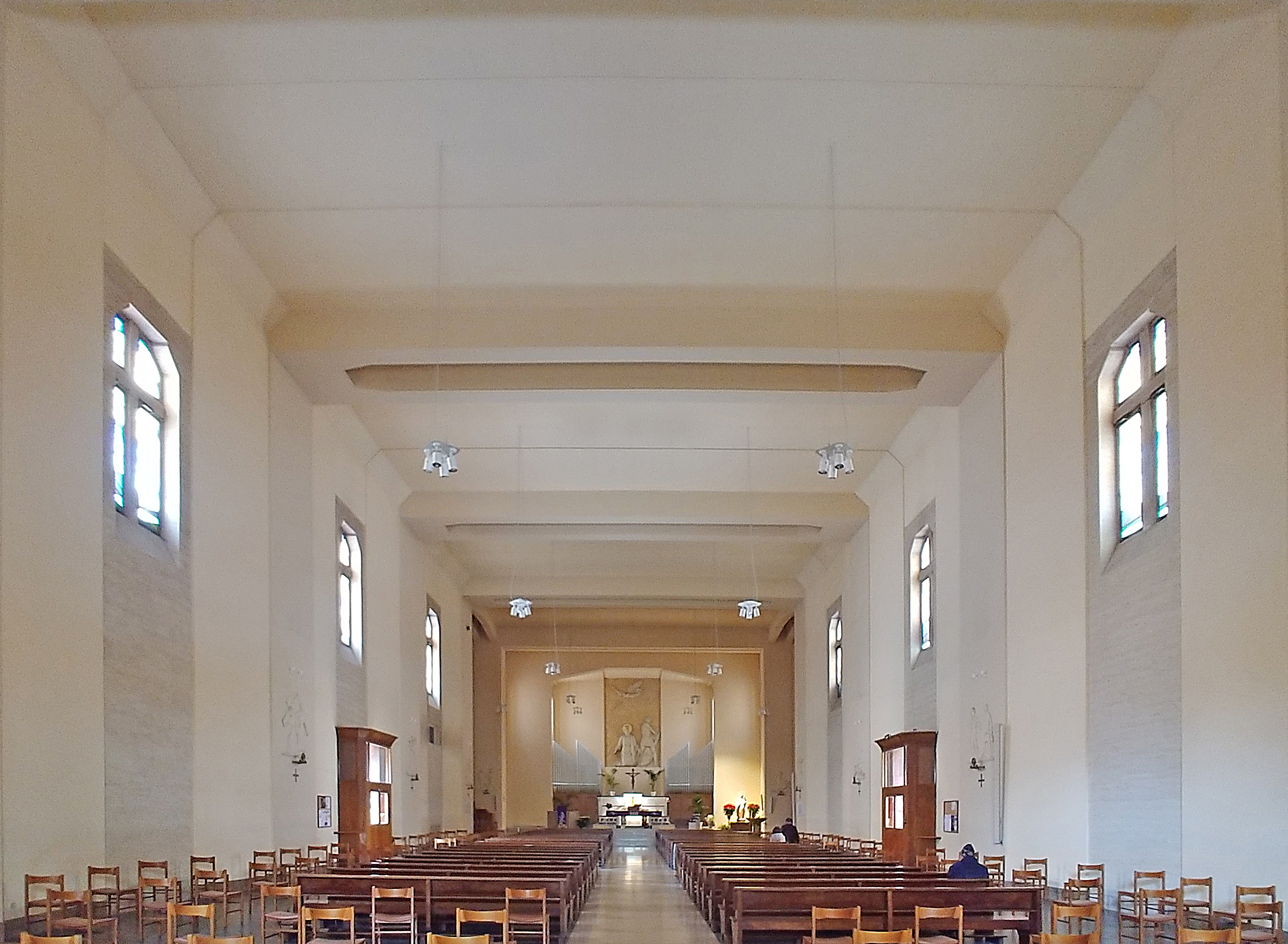
Interno

### Architettura
Esternamente, la facciata dell'edificio si presenta con una grande nicchia, entro la quale è collocato l'ingresso incorniciato dal travertino e con una finestra rettangolare divisa in quattro da una croce. Sopra la nicchia lo stemma di papa Pio XI.
L'interno, molto semplice, è ad una sola navata con quattro cappelle laterali. L'altare è dominato dal grande altorilievo che raffigura la Decapitazione di san Saturnino con l'angelo recante la palma del martirio. Sotto l'altare maggiore, in un sarcofago in marmo di modeste dimensioni, sono raccolte le spoglie del martire Saturnino: una lapide riporta la traduzione in italiano del carme dedicatorio fatto redigere da papa Damaso I al suo calligrafo Furio Dionisio Filocalo.

### Organo a canne
Nel 1960, per il venticinquesimo anniversario dalla fondazione della chiesa, è stato installato sulla cantoria in controfacciata un nuovo organo costruito da Libero Rino Pinchi, poi spostato nel 1987 ad opera della ditta Zanin ai due lati dell'altare maggiore, nel presbiterio. Per i restauri del 2005, l'organo è stato restaurato e completato con alcuni registri; lo strumento, a trasmissione elettronica, ha due tastiere e pedaliera concavo-radiale per un totale di 28 registri.

### Campanile e campane
Il campanile, con stile alternato bifora a monofora, è situato sulla sinistra della chiesa in fondo. I colori sono molto particolari e le campane sono 6, fuse da Daciano Colbachini di Padova in Reb3 crescente, con i classici ceppi Colbachini del periodo novecentesco.